# Eugène Gaillard
Eugène Gaillard (31 gennaio 1862 – 1933) è stato un designer francese.

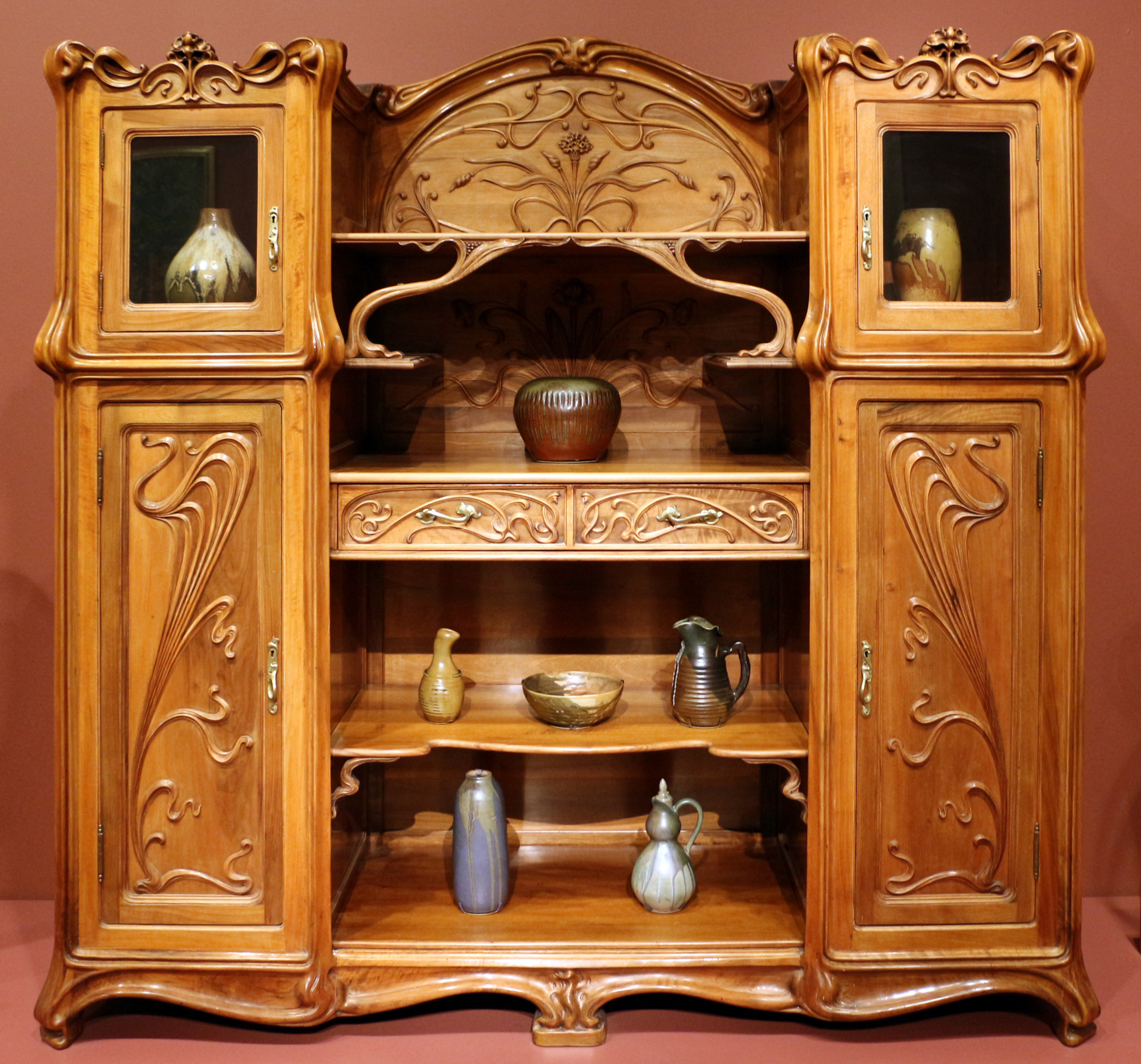
Credenza, 1900 circa, Chicago Art Institute

Architetto e progettista di interni si dedicò soprattutto alla creazione di mobili secondo lo stile imperante del primo novecento: l'Art Nouveau.
Figura di spicco dell'Art Nouveau espressa nell'arredamento e nelle suppellettili rinunciò ad una carriera politica per la propria arte. Nel 1900 Siegfried Bing lo scelse per allestire il padiglione Art Nouveau nell'esposizione internazionale di Parigi insieme ad altri grandi dell'arredo come Georges de Feure ed Edouard Colonna.
Nel 1903 creò la propria società e nel 1906 scrisse un libro intitolato: “À propos du mobilier”.
Nella propria espressione artistica amava produrre forme decorative sinuose e fitomorfe, rinunciando in maniera assoluta a richiami passatisti o classici. Egli considerava la natura come una fonte inesauribile di ispirazione e modello indiscusso da seguire, non ritraendola fedelmente ma reinterpretandola sul legno con ornamenti e motivi sempre diversi ed inconsueti.